# Yang Rong-hwa
Yang Rong-hwa (chinesisch 楊榮華, * 19. September 1942; † 2005) war ein taiwanischer Radrennfahrer.

## Sportliche Laufbahn
Yang Rong-hwa war im Straßenradsport aktiv. Er war Teilnehmer der Olympischen Sommerspiele 1964 in Tokio. Im Mannschaftszeitfahren wurde das Team aus Taiwan mit Deng Chueng-hwai, Her Jong-chau, Shue Ming-shu und Yang Rong-hwa 25. des Rennens. Über sein weiteres Leben und seine sportlichen Erfolge ist nichts bekannt.